# حلق الثالجة
حلق الثالجة تقع في جنوب تونس في محافظة قفصة . وتربط الوديان وادي قفصة بهضبة الرديف . تحتوي المنطقة على رواسب غنية بالفوسفات .

## خط السكة الحديدية

السكك الحديدية ، باللون الأحمر.

في بداية القرن العشرين ، تم بناء خط السكك الحديدية من ميناء صفاقس إلى مدينة التعدين المتلوي . قررت شركات التعدين تمديد هذا الخط إلى مدينة الرديف . تم وضع خط السكة الحديد في الخانق الذي يعبر سلسلة الجبال و كان لابد من بناء العديد من الأنفاق والجسور.

في للقرن العشرين ، تم استخدام الخط لنقل الفوسفات ولأغراض سياحة. في سبتمبر 2009 كانت هناك أمطار غزيرة في المنطقة. غمرت المياه الهضبة ووجدت طريقها إلى وادي قفصة عبر مضيق سلجا. تعرضت السكك الحديدية لأضرار بالغة ، وعربات القطار على جوانب المناجم تدحرجت بالمياه. تم إغلاق خط السكة الحديد لمدة عام تقريبًا ، حتى تم الانتهاء من الإصلاحات.

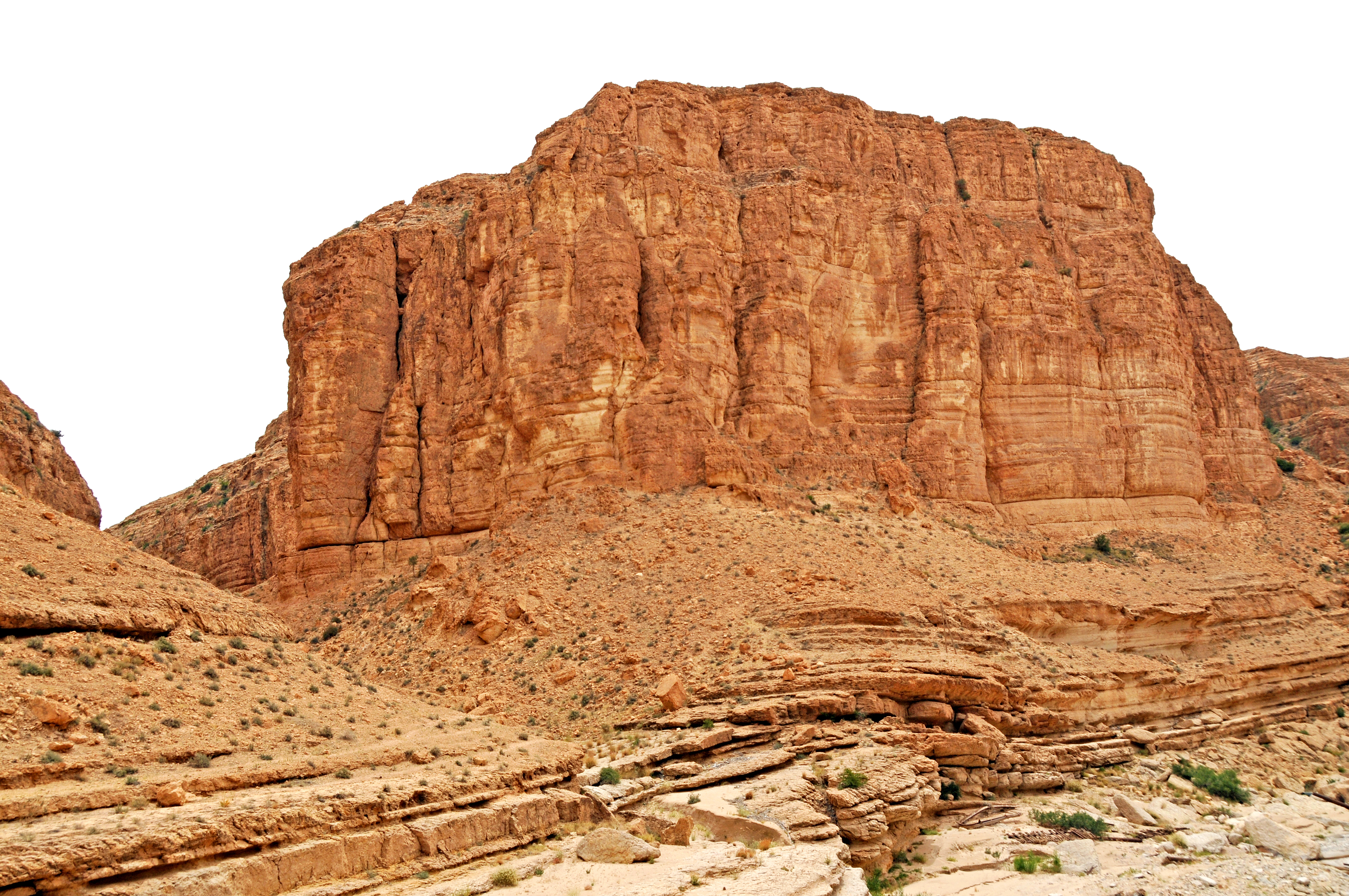
بوت أحمر على طول خط السكة الحديد
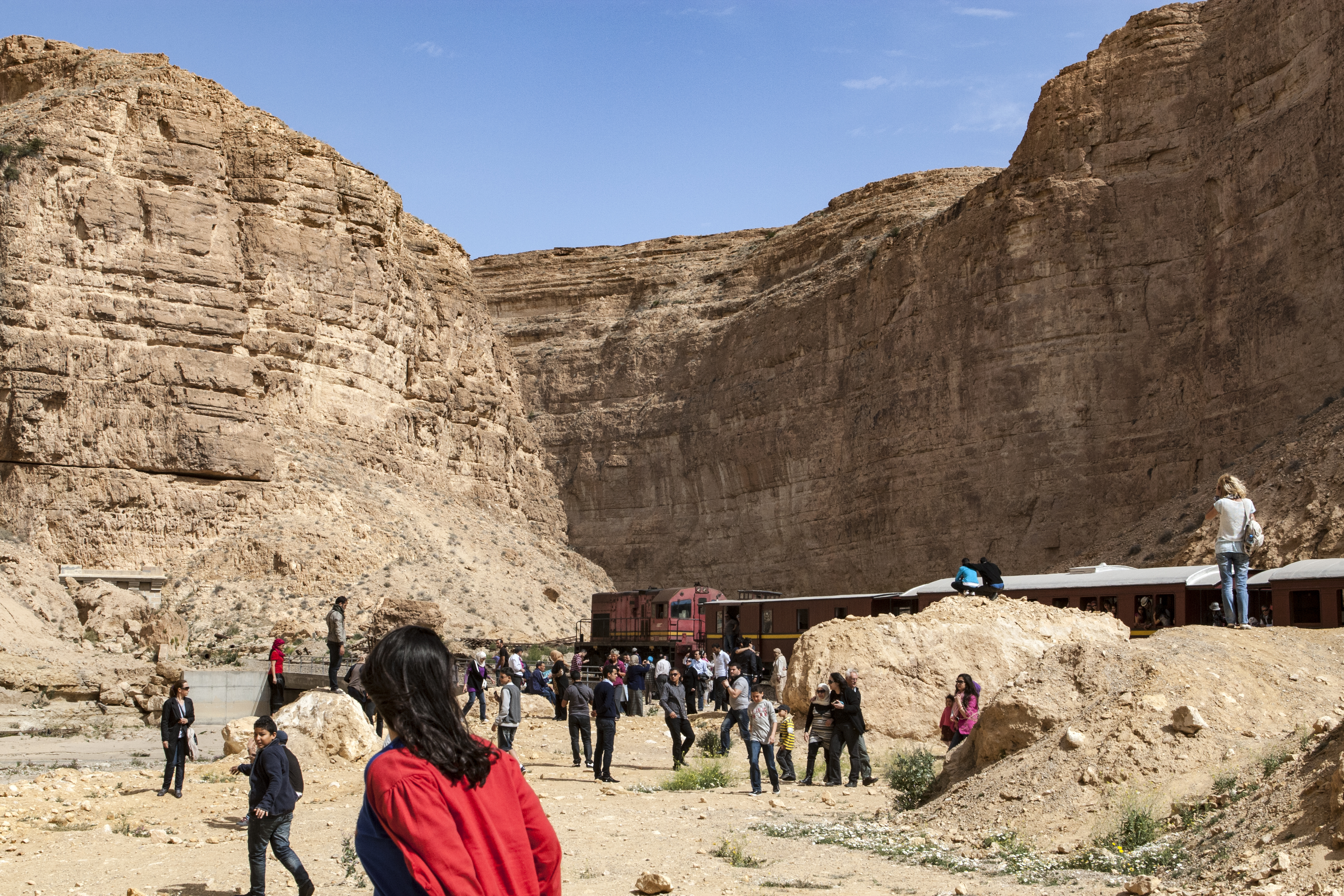
سائحون على متن قطار "ريد ليزارد" 2012
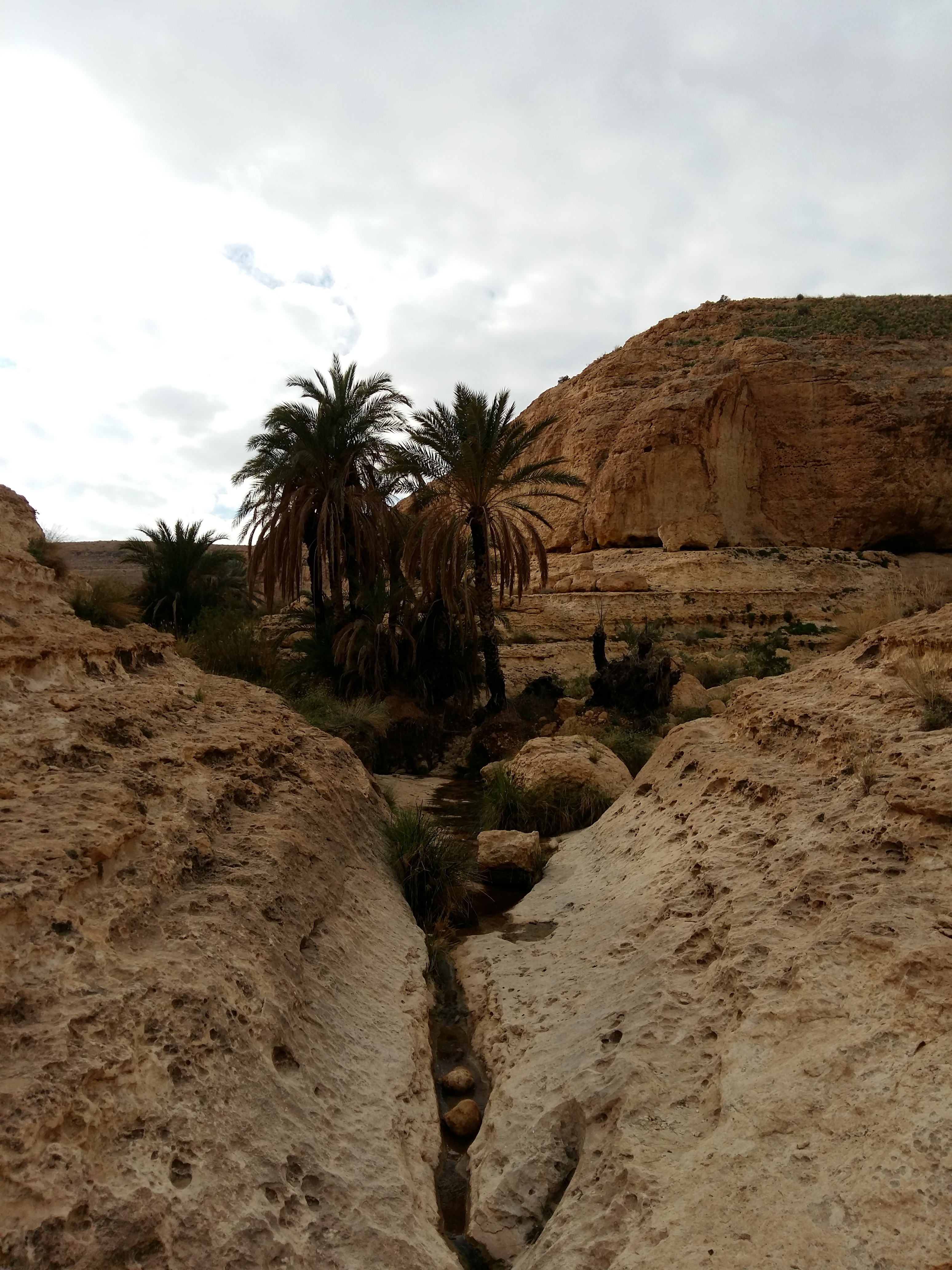
الثالجة   2016
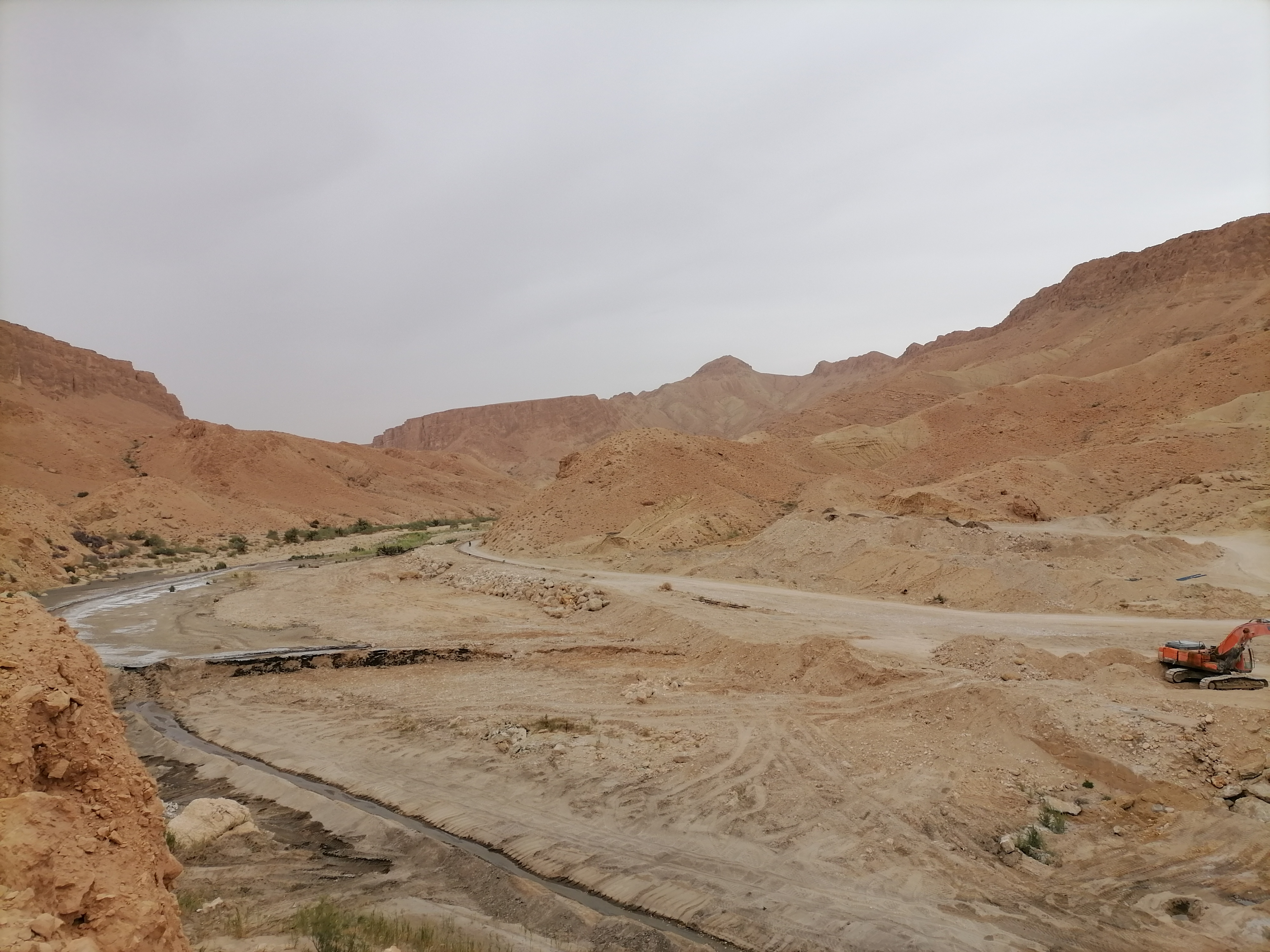
الثالجة 2021
الثالجة 2021

## روابط خارجية
- معرض الوديان التي غمرتها الفيضانات ، JakPrzetrwac.pl  باللغة البولندية